# Poliacetal
Polióxido de Metileno (POM) pode ser nomeado como Poliacetal ou Acetal e Poliformaldeído. O polímero foi descoberto em 1922 por Herman Staudinger, porém só obteve reconhecimento em 1953, quando o químico recebeu prêmio Nobel de Química.
Na época, o polímero não foi comercializado devido aos problemas relativos à estabilidade térmica. Mais tarde, Dal Nagore, descobriu que a reação das extremidades hemiacetal (composto derivado de aldeídos) com anidrido acético pode ocorrer a despolimerização, onde faz a conversão do hemiacetal, deixando-o termicamente estável que pode ser processado por fusão. Após isso, houve diversas pessoas a fim de aperfeiçoar a funcionalidade do POM.
O POM é um polímero termoplástico semicristalino, ou seja, há em sua estrutura domínios cristalinos (ordenados) e também domínios amorfos (desordenados). Por causa da sua composição cristalina, traz as características de ser um polímero branco e opaco. É utilizado em peças de precisão que requerem uma elevada rigidez, baixo atrito e excelente estabilidade dimensional.
O Poliacetal pode ser fabricado de duas formas:
Homopolímero: O polímero é obtido através da polimerização do formaldeído (aldeído fórmico), é muito suscetível à degradação devido a sua cadeia polimérica que consiste na repetição múltipla de ligações carbono-oxigênio. O POM tem a tendência de ter maiores níveis de cristalinidade e com isso tem melhores condições mecânicas de curto prazo (rigidez, resistência à tração, resistência ao impacto).
Copolímero: O polímero é obtido a partir da união de óxido de etileno e trioxano, tem a tendência de ter menores níveis de cristalinidade em comparação ao homopolímero e com isso obtêm-se melhor estabilidade dimensional, além de diminuir o atrito e em consequência, o menor desgaste. O copolímero também tem a repetição de múltiplas articulações carbono-oxigênio, entretanto há a inclusão das ligações carbono-carbono, inserido ao longo da cadeia, que quebram as ligações uniformes de carbono-oxigênio da cadeia polimérica.

## Características
São descritas propriedades do Poliacetal:
- Excelente estabilidade dimensional;
- Elevada rigidez;
- Boa resistência ao impacto e tração;
- Antiaderente;
- Boa resistência a deformação com o calor;
- Alta resistência a flexões alternadas;
- Baixo coeficiente de atrito;
- Absorve vibrações;
- Baixíssima absorção de umidade;
- Facilmente usinado;
- Boa resistência mecânica;
- Boa resistência dielétrica;
- Boa resistência a substâncias orgânicas;
- Tenacidade, mesmo em baixa temperatura;
- Alto módulo de elasticidade;
- Elevada resistência a agentes químicos.[4]

Sua absorção de umidade é extremamente baixa, e isso proporciona melhor estabilidade dimensional, uma excelente usinabilidade e um bom polimento. “Durante essas décadas após seu surgimento, o aperfeiçoamento do poliacetal permitiu sua utilização em peças técnicas simples e complexas, que exijam grande esforço, estabilidade dimensional, resistência mecânica e química e excelente deslize".

## Polimerização em solução

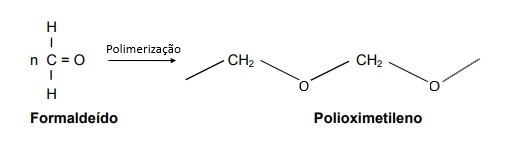

Ao utilizar as matérias primas básicas do poliacetal que é o formaldeído ou o trioxano, é misturado com ácido ou base de LEWIS e heptano (diluente) dentro do iniciador. Em seguida, adiciona-se um solvente que pode ser tanto água quanto o metanol.  
No final desta reação, o polímero passa por uma reação de esterificação a fim de melhorar a estabilidade térmica, então é aquecido em 160 °C com anidrido acético e com uma pequena quantidade de acetato de sódio para atuar como catalisador. Logo após a reação, é separado por filtração, lavado com acetona pura e secado sob vácuo a 70 °C. E por fim, o produto é extrudado e granulado.

## Aplicações
O Polióxido de Metileno é utilizado em diversos setores, muitas vezes podem substituir o metal, por diversas razões, tanto econômicas, quanto tecnológicas.
| Setor de aplicação:                 | Produtos: |
| ----------------------------------- | --- |
| Engenharia Civil                    | Aditivo para fusão para estruturas de vidros. |
| Engenharia Elétrica                 | Bobinas, conectores, isolantes elétricos e partes de aparelhos eletrônicos como televisores, telefones, entre outros. |
| Engenharia Mecânica                 | Corpos de bombas e válvulas, correntes,elementos de direção e corrediças, engrenagens,louças, molas, parafusos,pás de ventilador, buchas, roscas sem-fim,vedações ,peças de tubulações,juntas,cilindros,acoplamentos, vedações e trilhos deslizantes. |
| Indústria Automobilística           | Unidade de transmissão de combustível, vidros elétricos, sistema de fechadura de portas e bombas articuladas. |
| Indústria de Entretenimento/ Música | Acessórios de Paintball, produção de flautas, gaita de fole e plectros; palhetas de instrumentos musicais. |
| Indústria Madeireira                | Dobradiças, estruturas de mobiliário, fechaduras e martelos. |
| Indústria Têxtil                    | Ziper. |
| Medicina                            | Canetas de insulina e inaladores de dose calibrada. |

Geralmente são fornecidos de forma granulada, mas tem a possibilidade de colocar na forma desejada com a aplicação do calor e da pressão. O método mais comum para moldar o polímero é a moldagem por injeção e por extrusão, mas não implica na utilização de outro método como a moldagem por sopro e rotação

## Impacto
Os consumidores consideram o Polímero Poliacetal atóxico, pois não apresenta nenhum risco para o produto final. Mas segundo a classificação UE, o polímero é classificado como tóxico (T) e corrosivo (C), pois em seu estado químico é necessário tomar algumas precauções, se aquecido ou mecanicamente desgastado pode produzir gás formaldeído.